# غمار سوري
غمار سوري (الاسم العلمي: Gammarus syriacus) هو نوع من المفصليات يتبع جنس الغمار من الفصيلة الغمارية. سمي هذا النوع نسبةً إلى سورية.